# 三輪村 (秋田県)
三輪村（みわむら）は、秋田県雄勝郡にあった村。現在の羽後町東端、雄物川左岸にあたる。

## 地理
- 河川：雄物川

## 歴史
- 1889年（明治22年）4月1日 - 町村制の施行により、杉宮村、貝沢村、赤袴村、大久保村、野中村の区域をもって発足。
- 1955年（昭和30年）4月1日 - 西馬音内町・元西馬音内村・新成村・田代村・仙道村および明治村の一部（大沢を除く）と合併して羽後町が発足。同日三輪村廃止。

## 交通

### 鉄道路線
- 羽後交通
  - 雄勝線
    - 貝沢駅 - 羽後三輪駅 - あぐりこ駅

## 著名出身者
- 松井麻之助 (軍人)